# 维利·凯德尔
维利·凯德尔（德語：Willi Kaidel，1912年4月20日—1978年4月2日），德国男子赛艇运动员。他曾代表德国参加1936年夏季奥林匹克运动会赛艇比赛，联同约阿希姆·皮尔施获得男子双人双桨银牌。